# Duiquer de Harvey
El duiquer de Harvey (Cephalophus harveyi) és una de les espècies de duiquer. Viu a Tanzània i en poblacions disperses a Kenya, Somàlia i, possiblement, l'Etiòpia central.
Els duiquers de Harvey mesuren aproximadament 40 centímetres d'alçada a l'espatlla i pesen uns 15 kg, de mitjana. Tenen un pelatge majoritàriament castany, però tenen les potes i la cara negres.
Viuen en boscos de muntanya i de plana, on s'alimenten de fulles, branquillons, fruits, insectes, ous d'ocells i carronya. Tot i que aquest duiquer no està amenaçat, depèn de boscos protegits. El 2008, aquesta espècie fou considerada de risc mínim.